# داز (جیرفت)
داز یک منطقهٔ مسکونی در ایران است که در بخش ساردوئیه واقع شده‌است. داز ۲۷ نفر جمعیت دارد.